# Jean de Mannoury d'Ectot
Jean de Mannoury d'Ectot (Saint-Lambert, 1777 – Parigi, 2 marzo 1822) è stato un inventore francese.

## Biografia
Di famiglia aristocratica, era emigrato in seguito alla rivoluzione francese. Dopo che aveva inviato la sua Mémoire adressé à la classe des sciences physiques et mathématiques de l'Institut sur diverses machines hydrauliques, tra il 1812 e il 1813 Lazare Carnot presentò all'Ibstitut le macchine idrauliche ideate dal Mannoury d'Ectotː si trattava di dispositivi per innalzare una parte dell'acqua di una cascata senza ricorrere a parti mobili. I sistemi elaborati erano treː un sifone intermittente, collegato ad una fontana di compressione e riunendo tali elementi in una disposizione a più piani;
l'Hydréole, un dispositivo che forma una schiuma d'aria e d'acqua, che essendo più leggera della corrispondente colonna d'acqya, si innalzava di più della colonna d'acqua alla quale faceva equilibrio; la colonna d'acqua oscillante nei due bracci del sifone.    
Una delle prime applicazione fu installata a Padova presso le Porte Contarine.